# Akalgarh
Akalgarh é uma vila no distrito de Ludhiana, no estado indiano de Punjab.

## Geografia
Akalgarh está localizada a 29° 49′ N, 75° 53′ L. Tem uma altitude média de 214 metros (702 pés).

## Demografia
Segundo o censo de 2001, Akalgarh tinha uma população de 6600 habitantes. Os indivíduos do sexo masculino constituem 52% da população e os do sexo feminino 48%. Akalgarh tem uma taxa de literacia de 73%, superior à média nacional de 59.5%; com 54% para o sexo masculino e 46% para o sexo feminino. 11% da população está abaixo dos 6 anos de idade.